# Frank Wallace
Frank Valicenti, també anomenat Frank Wallace o Pee Wee Wallace, (Saint Louis, 15 de juliol de 1922 - Saint Louis, 13 de novembre de 1979) fou un futbolista estatunidenc de la dècada de 1940.

## Trajectòria
Wallace va néixer com a Frank Valicenti, però la seva família canvià el seu nom quan era jove. Durant la Segona Guerra Mundial fou capturat pels alemanys i passà setze mesos com a presoner. Retornat a St. Louis, jugà al Raftery durant la temporada 1945-46. Fou el tercer màxim golejador a la St. Louis Major League durant la temporada 1947-48 jugant amb Steamfitters. Més tard jugà deu temporades a St. Louis Simpkins-Ford.
Disputà set partits amb la selecció dels Estats Units, formant part de l'equip que disputà la Copa del Món de 1950.
Fou inclòs al National Soccer Hall of Fame el 1976 i al St. Louis Soccer Hall of Fame el 1975. És enterrat al Resurrection Cemetery, Affton, Missouri.